# 祖冲之号
祖冲之号是中華人民共和國的一台量子计算原型机，由中国科学技术大学潘建伟团队研發。祖冲之号於2020年5月8日正式推出。該計算機操纵的超导量子比特达到62个，推出時是世界上超导量子比特数量最多的量子计算原型机。2021年10月26日，潘建伟的中国科大团队与中科院上海技术物理研究所又研制出祖冲之二号。2024年12月17日又推出祖沖之三號。

## 參閱
- 九章 (量子计算机)
- 量子计算优越性

## 外部連結
- 比超級電腦快千萬倍 中國量子計算超越Google同類達新里程碑 （页面存档备份，存于）